# Gustaf Tenggren
Gustaf Adolf Tenggren, född 3 november 1896 i Magra församling i Västergötland, död 9 april 1970 i Dogfish Head, Southport, Maine, var en svensk-amerikansk tecknare, målare, grafiker, illustratör och animatör, som var ateljéchef hos Disney under skapandet av filmerna Snövit och de sju dvärgarna, Bambi, Fantasia och Pinocchio.

## Biografi
Gustaf Tenggren var son till Aron Tenggren och Augusta Andersdotter samt näst yngst av sju syskon, i Magra socken. Såväl fadern som farfadern, Johan Teng, försörjde sig som dekorationsmålare och i jakt på arbetstillfällen flyttade familjen 1898 till Göteborg och en enrumsbostad i Gårda. Där föddes ytterligare en son. Efter att fadern emigrerat till Amerika, då Gustaf var bara fyra år gammal, tydde han sig till farfadern och fick en god inblick i målerikonsten. Redan som barn fick han bidra till försörjningen bland annat som lärling hos en litograf. Där anades hans konstnärliga anlag och han fick 1910 möjlighet att börja studera på en treårig kurs vid Slöjdföreningens skola, sedan följt av stipendier-studier vid Valands konstskola 1915–1917. Redan som Valandselev ställde han ut separat på Medéns konsthandel i Göteborg 1916 och samma år fick han illustrera Ernst Jotsons Den underbare prinsen och andra indiska epos. Illustrationerna till boken uppmärksammades och han fick ett flertal uppdrag som tidningsillustratör och målare av teaterkulisser. I september 1916 blev han tidskriften Vidis huvudillustratör, och gör för den minst en illustration i veckan. Året därpå efterträdde Tenggren John Bauer som illustratör för Bland tomtar och troll, och fortsatte med detta illustrationsarbete fram till 1926, samtidigt som han tecknade för Vivi. Han var bland annat inspirerad av Arthur Rackham. Han var bosatt i Köpenhamn 1918–1919 där han bland annat illustrerade en utgåva av HC Andersens Sagor.

### Emigration och äktenskap
1918 gifte han sig med Anna Petersson, syster till hans näre vän, serieskaparen Rudolf Petersson (91:an Karlsson). 1920 emigrerade paret Tenggren, i likhet med några av hans systrar tidigare, till USA där han först bosatte sig i Cleveland, Ohio innan han flyttade vidare till New York där han inledde en framgångsrik karriär som tidningstecknare för bland annat Life och The New York World samt tecknare av reklamaffischer och böcker. Äktenskapet tog dock slut och 1927 gifte han om sig med svenskättade Mollie (Malin) Fröberg. Under depressionsåren flyttade de båda till en egen farm i Dutchess County i norra New York State och brukade sin jord 1929–1934, innan de återvände till storstaden New York, för att snart därefter bege sig till Hollywood.

### Walt Disney Studios
1936 anställdes han som Art Director för Walt Disney i dennes första långfilm (och världens första animerade långfilm med ljud) Snövit och de sju dvärgarna och flera efterföljande klassiska filmer som Den fula ankungen, Pinocchio, Fantasia och Bambi. Pinocchios skapare, dockmakaren Geppetto, har i filmen många drag som påminner om Gustafs farfar Johan Teng. Det har även sagts att Bambis halkande på isen ska ha hämtats från Tenggrens barndomsupplevelser på sjön Anten. Tenggren arbetade hos Disney fram till 1939.

### Fleischer Studios
Tenggren bosatte sig ett tag i Florida, där han arbetade på Fleischer Studios. Han arbetade där med layouts till kortfilmen Snubbed by a Snob som släpptes 1940.

### Bokillustrationer
1941-1942 bodde Tenggren vid Waverly Place, New York City. Tenggren gav ut böcker hos förlaget Little, Brown & Company, såsom barnböckerna Hans och Greta, 'Skönheten och Odjuret och Askungen. Tenggren var så välkänd som illustratör att han började ge ut en egen bokserie under eget namn, The Tenggren Books, till exempel  The Tenggren Tell-It-Again Book, The Tenggren Story Book, Tenggren's Cowboys and Indians, Tenggren's Thumbelina, Tenggren's Jack and the Beanstalk, Tenggren's Mother Goose. Bland de många barnböcker han illustrerade, bland annat under 20 år för The Golden Press, finns USA:s mest sålda illustrerade barnbok någonsin, The Poky Little Puppy. Boken gavs ut i Sverige under titeln Den nyfikna hundvalpen och ingick i FIB:s gyllene bok-serie. I de många illustrationerna av sagoböcker kan man ofta se svenska föremål som  kurbitsmålade moraklockor i bakgrunden.

### Egen ateljé
1943 var Tenggren trött på New York, och under en segeltur under semestern i Maine ser paret ett hus ute på en udde som de köper direkt på plats, belägen på Dogfish Head, en del av Southport, där Tenggren vill slå sig ner för att "Maine är som Sverige". De genomför en omfattande renovering av huset, inreder det med svenska antikviteter (då de råkade komma över en svenskättlings dödsbo bestående av mer än tusen svenska möbler och föremål), och ateljén som byggdes blir det nav som resten av huset struktureras omkring. I ateljén fortsätter Tenggren att arbeta med bokillustrationer för förlaget Simon & Schuster.

### Utställningar
Som stafflikonstnär målade han landskapsmålningar där han hämtade motiven från Mexiko och olika trakter i USA. Tenggren medverkade i ett flertal samlingsutställningar i New York, Cleveland, Detroit, Chicago och Los Angeles. Tillsammans med Bror Nordfeldt ställde han bland annat ut på American-Swedish Historical Museum i Philadelphia 1945 och separat ställde han på Boothbay Harbor i Maine 1948, American-Swedish Institute i Minneapolis 1950, Akron i Ohio 1952 och Wiscasset i Maine 1954. Han var representerad i utställningar arrangerade av The Corcoran Art Gallery i Washington, The American Watercolotr Society i New York och Philadelphia Art Alliance i Philadelphia.

### Efterskörd
Gustaf Tenggren återvände aldrig mer till Sverige. Han dog vid 73 års ålder, 1970 i Dogfish Head i Southport, Maine. Tenggren hade samlat på sig en stor mängd svenska antika föremål, som han testamenterade till Dalarnas museum i Falun, där de utgör en egen avdelning. Efter hans död donerade hans änka hans teckningar med mera till University of Minnesota. Hon dog 1982. Tenggren finns representerad vid bland annat Göteborgs konstmuseum och Nationalmuseum i Stockholm. 
Den amerikanske popkonstnären Jim Dine har skapat en bronsstaty, Walking to Borås, vilken föreställer Pinocchio som Gustaf Tenggren en gång gestaltade honom. Den invigdes den 16 maj 2008 i Borås. 
I november 2014 utkom den svenska biografin Gustaf Tenggren – En biografi.
I juni 2017 tog Tenggren plats i amerikanska illustratörsällskapets (Society of Illustrators) Hall of Fame och fick utmärkelsen postumt i New York.

## Filmografi

### Illustrationer
- Snövit och de sju dvärgarna (1937)
- Pinocchio (1940)
- Fantasia (1940)[21]
- Bambi (1942)

### Layoutskisser och storyboard
- The Old Mill (1935)

### Bakgrundsmålningar
- Lille Hiawatha (1937)
- Den gamla kvarnen (1937)
- Moth and the flame (1938)
- Den fula ankungen (1939)
- The wind in the willows (1937) en av avsnitten i Det susar i säven & Ichabods äventyr (1949)